# 桑迪鎮區 (明尼蘇達州聖路易斯縣)
桑迪鎮區（英語：Sandy Township）是位於美國明尼蘇達州聖路易斯縣的一個行政鎮區。

## 地方資料
桑迪鎮區的面積為86.76平方千米，當中陸地面積為78.83平方千米，而水域面積為7.93平方千米。根據2020年美國人口普查的數據，當地共有人口338人，而人口密度為每平方千米3.9人。